# 玄昌寺
玄昌寺（げんしょうじ）は岐阜県飛騨市宮川町杉原にある釈迦如来を本尊とする曹洞宗の寺院で、山号は久雲山。飛騨三十三観音霊場19番札所である。
創建不詳であるが、江戸時代の元和6年（1620年）に高山の素玄寺2世格翁門越により中興されている。江戸時代の文政4年（1821年）に火災に遭い焼失。文政6年（1823年）に10世住持の巨峯臨山により再建したものの、明治29年（1896年）にも火災に見舞われて焼亡、多くの文書や寺宝が失われた。現在の堂宇は明治35年（1902年）に19世住持、秀山巨峰によって整備されたものである。
飛騨市の文化財に指定されている円空作の韋駄天像や霊場の札所の子安観音像は焼損を免れており、信仰を集めている。特に子安観音は安産に験があるとされている。